# SETBP1
SETBP1‏ (SET binding protein 1) هوَ بروتين يُشَفر بواسطة جين SETBP1 في الإنسان.